# Louis Vola
Louis Vola né le 6 juillet 1902 à La Seyne-sur-Mer, en France, et mort le 15 août 1990 à Villejuif, est un contrebassiste français de jazz. Il est à l'origine de la fondation du Quintette du Hot Club de France, né de la formation qu'il dirigeait aux thés dansants de l'hôtel Claridge à partir de 1932-33, il est le parrain du guitariste  François Vola .

## Débuts

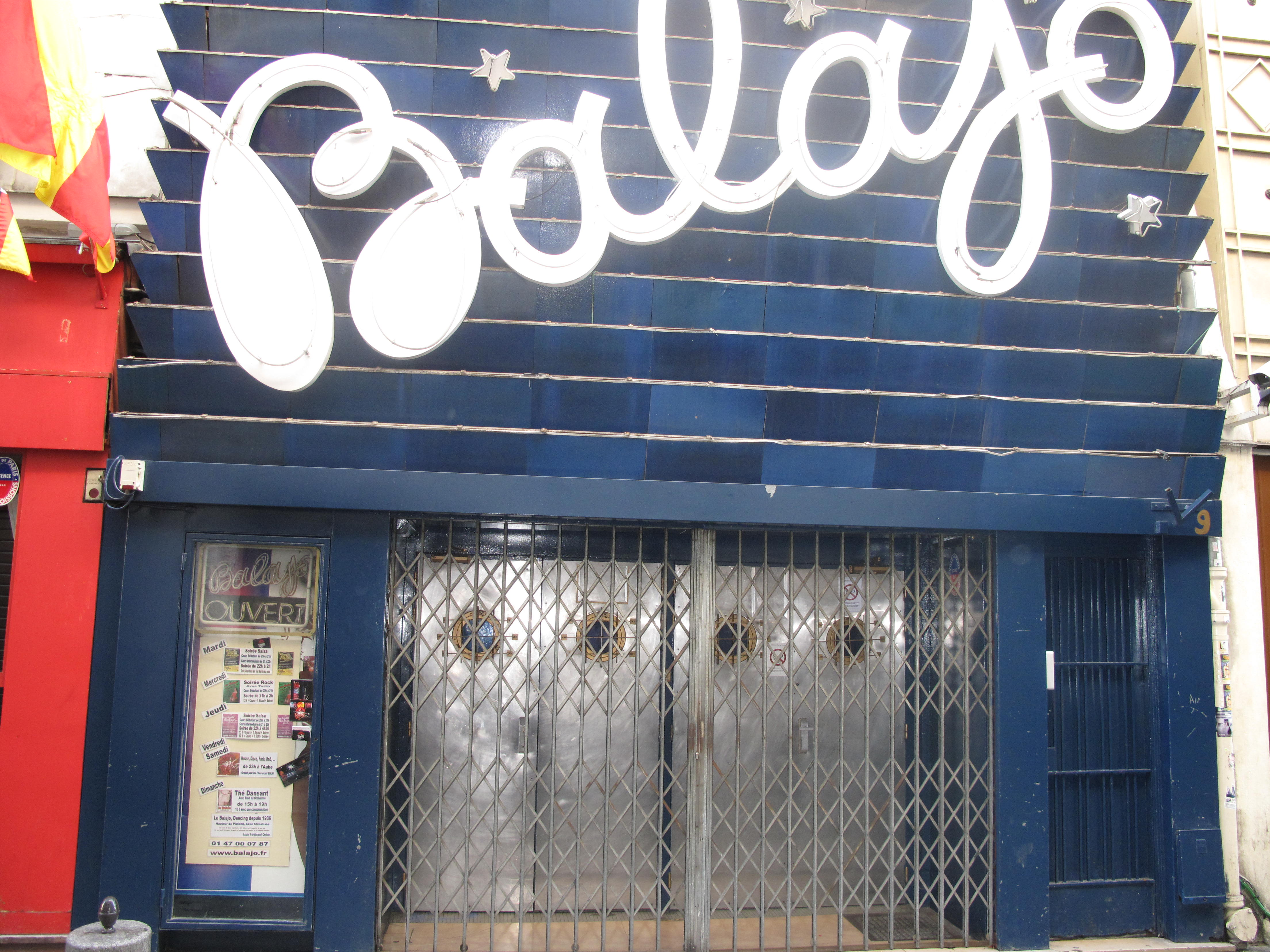
Le Balajo, un des bals-musette où Louis Vola a fait ses premières armes à la batterie

De parents piémontais, il a passé sa petite enfance à Gênes avant d'étudier le solfège, le violon et la batterie en France. Il joue dans de petits orchestres de la Côte d'azur, puis dans les années 1920, il vient chercher du travail à Paris. Chez Citroën, il est tourneur-fraiseur, et les samedis-dimanches il joue de la batterie dans les bals-musette de Nogent-sur-Marne ou de la rue de Lappe.
Pendant un séjour de trois ans en Yougoslavie, il apprend l'accordéon et la contrebasse. C'est ce dernier instrument qu'il préfère. De retour en France, il fait la connaissance de Django et Joseph Reinhardt qu'il engage dans son orchestre du cabaret du Palm Beach à Cannes en 1932. Puis à Paris, il les fait entrer dans la formation qu'il dirige et qui anime les thés dansants de l'hôtel Claridge. De cet orchestre naît le Quintette du Hot Club de France

## Carrière
Jusqu'en 1939, il part en tournée avec le quintette qui remporte de grands succès en France et à l'étranger. Vola est alors un des contrebassistes les plus recherchés. Il accompagne Benny Carter, Coleman Hawkins, Bill Coleman, Willy Lewis  et la chanteuse Adelaïde Hall. Appelé sous les drapeaux en 1940, il est démobilisé la même année et il entre dans l'orchestre de Ray Ventura avec lequel il part en Amérique du sud. Il reste en Argentine jusqu'en 1948. À Buenos Aires, il forme un quintette qu'il intitule « Le Quintette du HCF ».
En 1979, il collabore à la réalisation de la mise en chanson de "Je traîne après moi trop d'échecs et de mécomptes" par Vincent Tondo. Pour la circonstance Louis Vola à la grande surprise de tous jouera de la contrebasse en utilisant un archet. Le morceau fait en 2023 l'objet d'un film en Italie intitulé "Mi piacerebbe tanto raccontare per far ridere". 
De retour en France il continue sa carrière à Nice, à Paris. Il a notamment participé avec Boulou Ferré à la commémoration du vingt cinquième anniversaire de la mort de Django Reinardt (1978).
Il est inhumé au cimetière de Cachan (Val-de-Marne).